# Iralafai
Iralafai ist eine osttimoresische Aldeia im Suco Bauro (Verwaltungsamt Lospalos, Gemeinde Lautém). 2015 lebten in der Aldeia 489 Menschen.
Iralafai liegt im Nordwesten des Sucos Bauro. Westlich befindet sich die Aldeia Bauro, östlich die Aldeia Sepelata und südlich die Aldeia Luarai. Im Norden grenzt Iralafai an den Suco Com. durch das Zentrum von Iralafai führt eine Straße, an der das Dorf Iralafai liegt. Hier befinden sich der Sitz des Sucos Bauro, die Kirche São Francisco de Sales, eine Grundschule und ein Friedhof.